# Грбови рејона Калињинградске области
Грбови рејона Калињинградске области обухвата галерију грбова административних јединица руске области Калињинградске области, са статусом градских округа и рејона, те њихове историјске грбове (уколико их има).
Већина грбова настала је након успостављања Руске Федерације и Калињинградске области, као њеног саставног субјекта.

## Грбови округа и рејона
- 1 — Грб округа 
 Калињинграда
- 2 — Грб округа 
 Ладушкина
- 3 — Грб округа 
 Мамоново
- 4 — Грб округа 
 Пиоњерски
- 5 — Грб округа 
 Светли
- 6 — Грб округа 
 Совјетск
- 7 — Грб округа 
 Јантарнија
- 8 — Грб рејона 
 Багратионовски
- 9 — Грб рејона 
 Балтички
- 10 — Грб рејона 
 Гвардејски
- 11 — Грб рејона 
 Гурјевски
- 12 — Грб рејона 
 Гусјевски
- 13 — Грб рејона 
 Зеленоградски
- 14 — Грб рејона 
 Краснознамјенски
- 15 — Грб рејона 
 Њемански
- 16 — Грб рејона 
 Њестеровски
- 17 — Грб рејона 
 Језерски
- 18 — Грб рејона 
 Пољешки
- 19 — Грб рејона 
 Правдински
- 20 — Грб рејона 
 Светлогорски
- 21 — Грб рејона 
 Славски
- 22 — Грб рејона 
 Черњаховски